# Блиок, Андрей Андреевич
Блиок, Андрей Андреевич — общественный деятель, художник, художник-живописец. Член Союза художников ЮНЕСКО (2012). Академик Академии Художеств Республики Казахстан. (2017). Заместитель председателя правления Российского творческого Союза работников культуры по работе с государствами-участниками СНГ (2018). Академик Российской академии художеств (2024),  академик Королевской академии Святого Амвросия Мученика (Ферентино, Италия) (2021).

## Биография
Родился 26 декабря 1983 года в Ленинграде.
В 1990 поступил в школу № 31 с углубленным изучением Английского языка, в 1994 году поступил в среднюю художественную школу им. Б.В.Иогансона (Санкт-Петербургский Государственный Академический художественный лицей им. Б.В.Иогансона) при Российской Академии художеств.
Окончил мастерскую монументальной живописи ФГБОУ ВПО Санкт-Петербургского государственного академического института живописи, скульптуры и архитектуры имени И. Е. Репина при Российской академии художеств под руководством Народного художника СССР, Академика РАХ, профессора Андрея Андреевича Мыльникова в 2007 году и в 2010 году — искусствоведческую аспирантуру ФГБОУ ВПО Санкт-Петербургского государственного института живописи, скульптуры и архитектуры им. И. Е. Репина при Российской академии художеств (профессор кафедры русского искусства, Заслуженный  деятель искусств РФ, действительный член РАХ Нина Сергеевна Кутейникова).
Участник выставок с 2001 года. Произведения находятся в Государственном Русском музее, Фонд детского творчества, Киевском национальном музее Русского искусства, Вятском художественном музее В.М. и А.М. Васнецовых, Выставочном центре при ШОС «Рисуем озеро Си-Ху», Ханчжоу, КНР, Выставочном центре «Эрмитаж — Выборг», Калужском музее изобразительных искусств,  Рязанском государственном областном художественном музек им. И. П. Пожалостина.
Живёт и работает в Санкт-Петербурге.

## Звания
- Академик Российской академии художеств (Отделение живописи, с 2024 года)
- Академик Королевской академии Святого Амвросия Мученика (Ферентино, Италия) (2021)
- Иностранный член-корреспондент Академии искусств и литературы Португалии (2023)
- Академик-корреспондент Академии искусств и литературы Гвинеи-Бисау (2021)
- Член-корреспондент Российской академии художеств (Отделение живописи, с 2019 года)
- Академик Академии художеств Республики Казахстан (2017)
- Академик Арктической Академии Наук (2016)
- почётный деятель искусств Даляньского университета (КНР, Далянь) (2020)
- Главный редактор Межгосударственного информационно-аналитического журнала о культуре и искусстве государств-участников СНГ «СОДРУЖЕСТВО ИСКУССТВ»
- Председатель правления Международной Ассоциации выпускников Российской Академии художеств (2007)
- Член Санкт-Петербургского Союза художников (2007)
- Член Санкт-Петербургского отделения Российского творческого Союза работников культуры (2011)
- Член Союза художников ЮНЕСКО (2012)
- Член Ассоциации искусствоведов (2013)
- Член правления Ленинградского областного регионального отделения — РТСРК (2017)
- Член правления Российского творческого Союза работников культуры (2018)
- Ответственный секретарь координационного Совета творческих союзов Санкт-Петербурга (2018)
- Член Ассамблеи народов Евразии (2021)

## Основные произведения
- Цикл работ, посвященных Китаю, Центральной и Средней Азии.
- Цикл работ, посвященных Франции.
- Цикл работ, посвященных Италии.
- Цикл работ, посвященных «Великому исходу» из Крыма в 1920 г.у.
- Цикл работ, посвященных Интерьерам храмов России.
- Цикл работ, посвященных храмам России (Москва, Владимирская и Тверская обл.).
- Цикл работ, посвященных Крыму.

## Государственная, общественная и педагогическая деятельность
- Преподаватель на кафедре живописи Санкт-Петербургской государственной художественно-промышленной академии имени А. Л. Штиглица (2009-2010)
- Советник по культуре и искусству Заместителя Генерального секретаря Совета МПА СНГ-полносочного представителя Жогорку Кенеша Кыргызской Республики
- Эксперт Постоянной комиссии Межпарламентской Ассамблеи СНГ по культуре, информации, туризму и спорту.
- Ответственный секретарь координационного совета творческих Союзов Санкт-Петербурга.

- Главный редактор Межгосударственного информационно-аналитического журнала о культуре и искусстве государств-участников СНГ «СОДРУЖЕСТВО ИСКУССТВ»
- Член правления Российского творческого союза работников культуры.
- Председатель Правления Международной Ассоциации выпускников Российской Академии художеств.
- Врио директора Фонда поддержки инициатив института им. И. Е. Репина Российской Академии художеств.
- Сопредседатель секции реставрации и сохранения культурного наследия Российского творческого Союза работников культуры.
- Член Правления Ленинградского областного отделения Российского творческого Союза работников культуры.
- Заместитель директора гуманитарного фонда «Личность Петербурга» по работе с творческими Союзами и организациями.
- Член исполкома Морского молодежного совета Санкт-Петербурга.
- Член Правления Межрегионального некоммерческого партнёрства «Научно-производственное объединение по сохранению памятников архитектуры, природы и объектов культурного наследия».
- Член Президиума Межрегиональной общественной организации по культурному просвещению, поддержке творчества и спорта, оказанию правовой помощи населению «Здоровая страна».
- Директор департамента культуры и искусства Ассоциации сотрудников силовых структур «Воин».
- Вице-президент Петербургской волейбольной Лиги.

## Государственные и общественные награды и премии
- Премия правительства Санкт-Петербурга «Музы Петербурга» (2007)
- Стипендия Президента России для творческой молодёжи (2007)
- Почётная грамота Морского Совета при Правительстве Санкт-Петербурга (2011)
- Медаль ШОС за развитие гуманитарных обменов и сотрудничества между государствами-членами Шанхайской Организации Сотрудничества (2013)
- Почётная грамота Генерального Секретаря Межпарламентской Ассамблеи государств-участников Содружества Независимых Государств (2014)
- Благодарственное письмо управления Федеральной службы исполнения наказаний по Санкт-Петербургу и Ленинградской области (2015)
- Благодарственное письмо Генерального секретаря Межпарламентской Ассамблеи государств-участников Содружества Независимых Государств (2015)
- Почётная грамота муниципального образования «Красненькая речка» (2015)
- Юбилейная медаль Администрации Новгородской области «70 лет Новгородской области» (2015)
- Почётная грамота МО Муниципального округа «Петровский» (2016)
- Почётная грамота муниципального образования «Красненькая речка» (2016)
- Почётная грамота Санкт-Петербургского регионального отделения всероссийской политической партии «Единая Россия» (2016)
- Благодарность главы Краснохолмского района Тверской области (2016)
- Почётный знак «За заслуги в развитии культуры и искусства» (27 марта 2017 года, Межпарламентская ассамблея СНГ) — за значительный вклад в формирование и развитие общего культурного пространства государств — участников Содружества Независимых Государств, в реализацию идей сотрудничества в сфере культуры и искусства[3]
- Медаль совета муниципальных депутатов Санкт-Петербурга «20 — лет местному самоуправлению» (2018)
- Почётная грамота Совета по культурному сотрудничеству государств-участников СНГ (2018)
- Юбилейная медаль «МПА СНГ. 25 лет» (29 ноября 2018 года, Межпарламентская ассамблея СНГ) — за заслуги в деле развития и укрепления парламентаризма, за вклад в развитие и совершенствование правовых основ функционирования Содружества Независимых Государств, укрепление международных связей и межпарламентского сотрудничества[4].
- Благодарность Волгоградской областной думы (2018)
- Почётная грамота администрации города Урюпинска (2018)
- Грамота депутата Государственной Думы ФС РФ Е. Г. Драпеко (2018)
- Молодёжная премия «Звезда Прометея» (1998)
- Государственная премия «Надежда России» (1998—1999)
- Гран-при Государственной премии «Надежда России» (2004)
- Серебряная медаль «Личность Петербурга» (2007)
- Юбилейная медаль «За труд во имя жизни» (2008)
- Юбилейная медаль участника выставки «75 лет СПБ Союзу художников и 130 лет Императорскому обществу поощрения художеств» (2008)
- Медаль Всероссийской общественной организации морских пехотинцев «Тайфун» «ЗА ЗАСЛУГИ ПЕРЕД МОРСКОЙ ПЕХОТОЙ» (2011)
- Белорусский знак отличия за содействие народному патриотическому движению «Морское братство-нерушимо!» (2011)
- Юбилейная медаль 300-лет М. В. Ломоносову (2011)
- Императорская юбилейная медаль «Юбилей Всенародного Подвига. 1613—2013» (2013)
- Императорская юбилейная медаль «400 лет Дому Романовых» (2014)
- Благодарственное письмо Ассоциации Сотрудников Силовых Структур «Воин» (2016)
- Диплом Российского творческого союза работников культуры (2016)
- Грамота Епископа Гатчинского и Лужского Митрофана (2016)
- Медаль «За заслуги в культуре и искусстве» Российского творческого Союза Работников культуры (2016)
- Медаль «Воеводы Степы Степановича». Общество сохранения традиций освободительных войн Сербии до 1918 года (2017)
- Медаль ЦК КПРФ «300 лет М. В. Ломоносову» (2017)
- Орден Украинской Православной церкви «Святого Равноапостольного Князя Владимира» III степени (2019)
- Золотая медаль заслуг Института исторических исследований Блаженного Папы Пия IX (Ватикан) (2020)
- Почётная грамота Законодательного собрания Санкт-Петербурга
- Медаль Преподобного Серафима Вырицкого «За жертвенные труды», Гатчинского Епархия РПЦ (2020)
- Благодарность комитета по культуре правительства Санкт-Петербурга (2020)
- Почётная грамота Федерального агентства по печати и массовым коммуникациям (2020)
- Золотая медаль Российского творческого Союза художников (2021)
- Медаль «За вклад в культуру Петербурга», Санкт-Петербургское отделение РТСРК (2021)
- Медаль «100-лет Ленинградскому высшему военно-топографическому командному училищу им. генерала армии А. И. Антонова» (2021)
- Благодарность Санкт-Петербургского регионального отделения Всероссийского политической партии «Единая Россия» (2021)
- Грамота Митрополита Санкт-Петербургского и Ладожского (2021)

Награды Российской академии художеств
- Золотая медаль РАХ (2015)
- Диплом РАХ (2016)